# Steph Uiterwaal

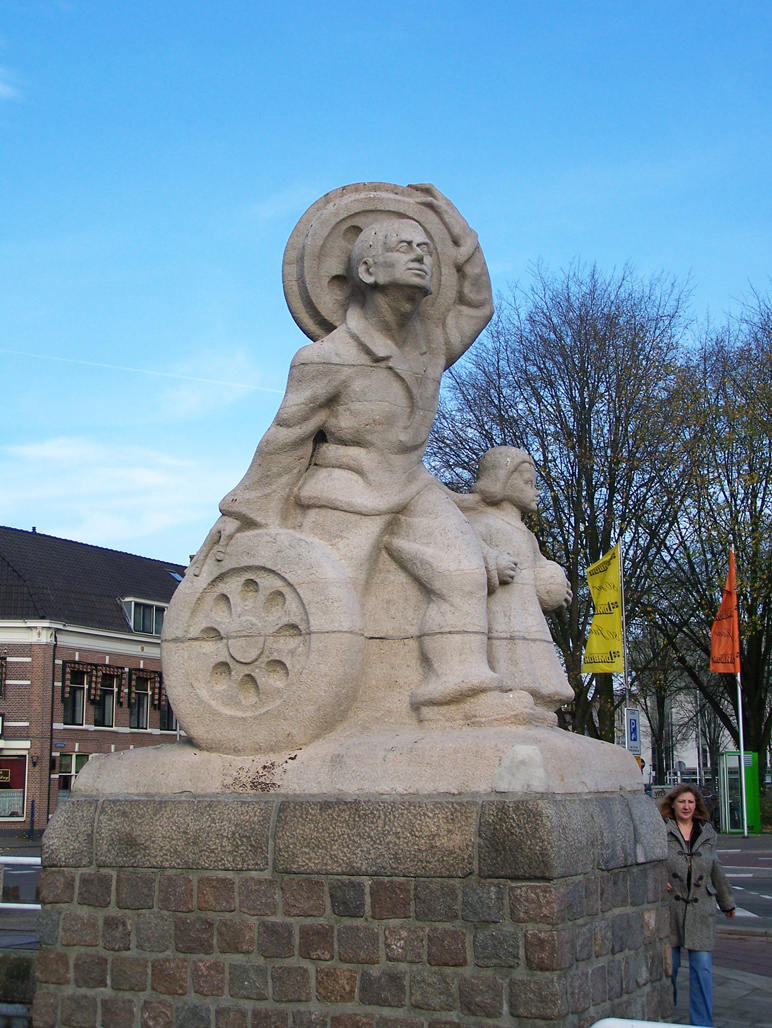
"Het Verkeer" (1939) in Utrecht. Het maakte deel uit van drie beelden die bij de destijds nieuwe spoorwegoverkapping van de Leidse Rijn stonden. Na verbreding van het spoor jarenlang opgeslagen, staat het beeld sinds 1984 op de hoek van de Damstraat en de Leidsekade in Utrecht. Vanwege de oorspronkelijke hoge locatie is het perspectief vertekend.

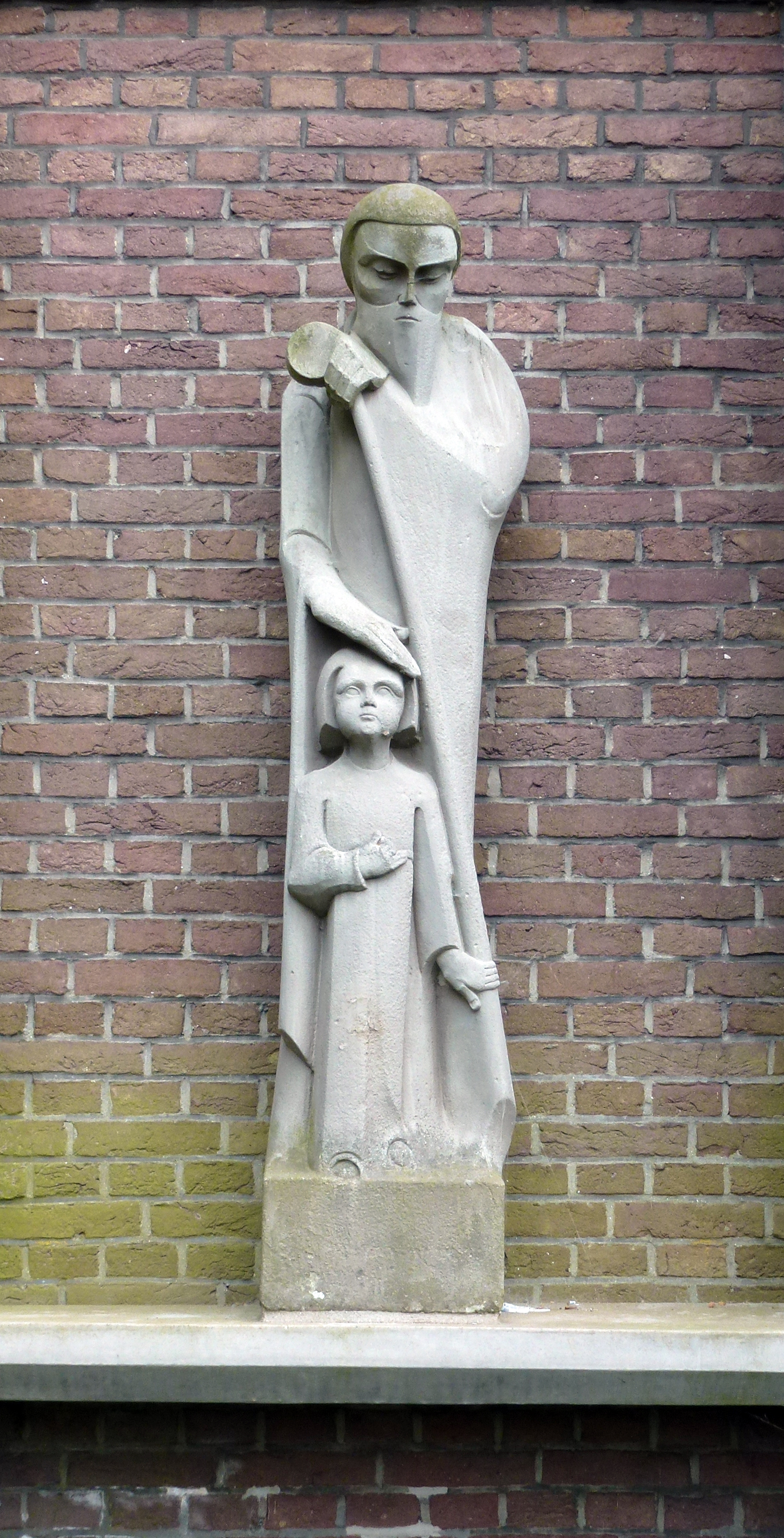
St. Joseph, uit 1929, Sint Victorkerk, Waddinxveen

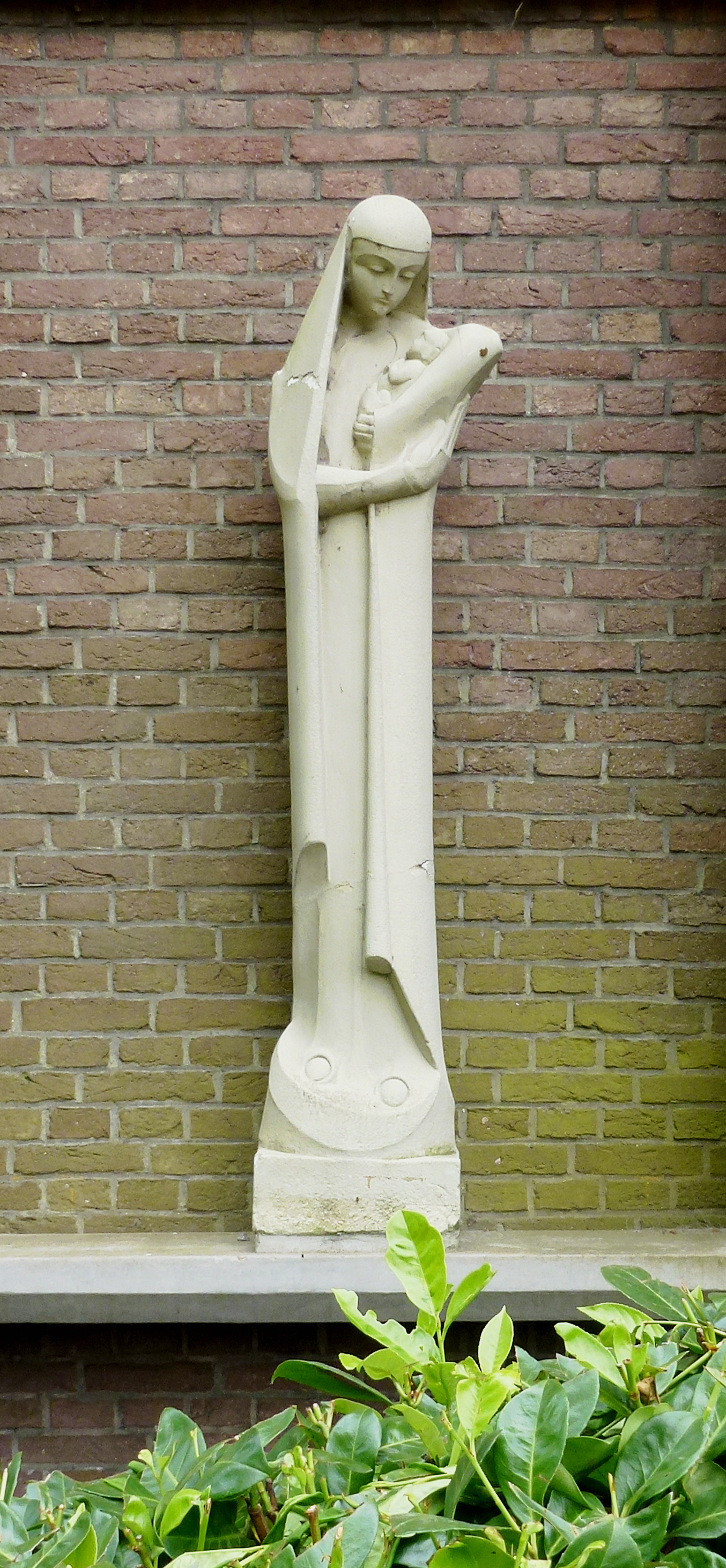
Maria met kind uit 1929, Sint Victorkerk, Waddinxveen

Stephanus Albertus (Steph) Uiterwaal (of Stef, Stefan, Stephan) (IJsselstein, 8 januari 1889 - Bunnik, 26 oktober 1960) was een Nederlandse beeldhouwer, tekenaar en schilder. Hij werd vooral bekend om zijn religieuze beelden en gewaardeerd vanwege zijn experimentele beeldhouwkunst.

## Levensloop
Steph Uiterwaal werd geboren als oudste zoon in een katholiek gezin. Zijn vader was houtsnijder. Van de negen kinderen zijn Steph en zijn jongere broer Jo verdergegaan in de beeldhouwkunst.
Uiterwaal ging vanaf 1903 werken in het atelier van Friedrich Wilhelm Mengelberg in Utrecht. Daarna bij het gerenommeerde atelier van Gerard Bartel Brom, dat toen al werd geleid door zijn zoon Jan Hendrik Brom. Beide ateliers waren van katholieken huize en zeer belangrijk in de ontwikkeling van de katholieke beeldhouwkunst. In de avonduren zat Steph op de Burgeravondschool. Na het behalen van zijn diploma vertrok hij eerst naar Amsterdam om daar te werken bij een steenhouwer, vervolgens naar Eindhoven om bij de, eveneens katholieke, beeldhouwer Jan Custers te werken. Kort daarna ging hij weer terug naar Amsterdam om daar drie jaar te werken bij een steenhouwerij, vermoedelijk Tetterode.
Daarna keerde Uiterwaal terug naar Utrecht, in die tijd geen bloeiende kunststad, maar wel met een grote katholieke kunsttraditie. Hij werd lid van de Nederlandse Kring van Beeldhouwers, de Algemene Katholieke Kunstenaarsvereniging, Genootschap Kunstliefde en De Ploeg uit Amersfoort. Daarnaast nam hij, samen met Jo, tekenles bij Willem van Leusden. Een tekenclubje dat al vroeg experimenteerde met nieuwe stijlen als het kubisme en zeer belangrijk werd voor de ontwikkeling van de kunst in Utrecht. Hier kwam hij ook in contact met Gerrit Rietveld met wie hij enkele meubels ontwierp.
In 1915 trouwde hij met Christina Maria Jonkergouw. Zij kregen zes kinderen. Om in hun onderhoud te kunnen voorzien ging Uiterwaal zich concentreren op beeldhouwwerken voor kerk- en wooninterieurs. Beelden die opvielen door hun stilering, maar door het publiek niet werden gewaardeerd. Glasfabriek Leerdam zag echter wel iets in zijn werk en Uiterwaal maakte voor de glasfabriek, naast ander werk, wellicht zijn commercieel meest succesvolle beeldje de "Madonna met kind" (1928). Dit beeldje wordt nog steeds geproduceerd.
Zijn doorbraak binnen de kunstwereld kwam rond 1929. Hij kreeg een opdracht van het St. Bernulphusgilde. Dit gilde was ooit opgericht om de katholieke kunstnijverheid binnen Nederland te stimuleren. Tevens was zijn werk in enkele boeken te zien en tijdens een groepstentoonstelling in het Stedelijk Museum.
Zijn werk werd vaak vergeleken met dat van Alexander Archipenko en de kritieken waren wisselend. Het leek erop dat zijn werk vooral werd becommentarieerd op de mate van katholicisme. In 1934 toonde hij voor het eerst tekeningen en maskers aan het publiek. Deze tekeningen waren somber van aard en werden gevuld met expressieve, enigszins afstotelijke, figuren. Het stilisme van zijn beeldhouwwerken kwam er maar zelden in terug. In 1937 volgde zijn eerste solo-expositie, waar hij ook schilderijen tentoonstelde. Hoewel de aandacht van de pers afnam, kreeg hij nog wel veel opdrachten. Ook tijdens en na de oorlog bleven de opdrachten, vanuit de kerkelijke hoek, binnenkomen. Onder meer voor een Heilig Hartbeeld (1949) in Zundert. Ongeveer acht jaar voor zijn overlijden ontwikkelde zich bij hem reuma in de handen en werd het werken hem onmogelijk gemaakt.
Volgens Jaap Versteegh is het werk van Steph Uiterwaal en zijn medekatholieke beeldhouwers vooral in de vergetelheid geraakt door de invloed van Jan Bronner op de beeldhouwkunst (geschiedenis). Bronner, hoogleraar aan de Rijksakademie van beeldende kunsten in Amsterdam, schonk in zijn overzicht van de Nederlandse Beeldhouwkunst geen aandacht aan de katholieke ambachtelijk geschoolde kunstenaars.

## Werken in opdracht van Glasfabriek Leerdam
- Madonna met kind (1928)
- Heilige Theresia (1932)
- Meditatie (Madonna zonder kind, 1932)
- St. Franciscus (1932)
- Engel met harp (1933)
- Christuskop
- Mediterend Figuur
- Fluitspeler